# ニヨリミミイカ
ニヨリミミイカ(hummingbird bobtail squidまたはBerry's bobtail squid)は、コウイカ目ダンゴイカ科のイカである。

## 概要
ニヨリミミイカは小型のイカで、性別により大きさが異なり、オスは最大3cm、メスは5cm程度になる。体はコンパクトで丸みを帯びている。8本の腕と2本の触手を持つ。また、外套膜の後側に1対の小さな側鰭を持つ。体は半透明で、小さく暗い色の色素胞がたくさんある。色素胞は、腕、頭、外套膜も含め、触手と側鰭を除いた体中に広く分布する。外から見ると、暗いエレクトリックブルーと緑色の小さな点が混ざり合ったように見える。

## 分布と生息
ニヨリミミイカはインドネシアからフィリピンにかけてインド太平洋の熱帯海域に広く分布している。また、アンダマン諸島、スリランカ、インド西海岸にまで分布する可能性もあり、標本が採集されている。底生生物であり、砂地や細かい堆積物のあるところを好むため、危険がある場合や日中に休む際には、容易に自身を埋めることができる。

## 生態
夜行性で、通常日中は、埋まった状態で過ごす。夜に餌を捕る時は、鰓腔にある生物発光器官から、捕食者に見つからない程度の光を発する。主に小さな床生甲殻類を食べる。